# Cabinet Barschel I
Land de Schleswig-Holstein
Stoltenberg III Barschel II
Le cabinet Barschel I (Kabinett Barschel I, en allemand) est le gouvernement du Land de Schleswig-Holstein entre le 14 octobre 1982 et le 12 avril 1983, durant la neuvième législature du Landtag.

## Coalition et historique
Dirigé par le nouveau ministre-président chrétien-démocrate Uwe Barschel, précédemment ministre de l'Intérieur, il est soutenu par la seule Union chrétienne-démocrate d'Allemagne (CDU), qui dispose de 37 députés sur 72 au Landtag, soit 51,3 % des sièges.
Il a été formé à la suite de la démission du troisième cabinet de Gerhard Stoltenberg, nommé ministre fédéral des Finances dans le premier cabinet d'Helmut Kohl. À l'issue des élections législatives régionales du 13 mars 1983, la CDU a conservé sa majorité absolue et Barschel a nommé son second cabinet.

## Composition

### Initiale
| Fonction                                                   | Nom | Nom                  | Parti |
| ---------------------------------------------------------- | --- | -------------------- | ----- |
| Ministre-président                                         |     | Uwe Barschel         | CDU   |
| Vice-ministre-président Ministre des Affaires fédérales    |     | Henning Schwarz      | CDU   |
| Ministre des Finances                                      |     | Rudolf Titzck        | CDU   |
| Ministre de l'Économie et des Transports                   |     | Jürgen Westphal      | CDU   |
| Ministre de l'Éducation                                    |     | Peter Bendixen       | CDU   |
| Ministre de l'Alimentation, de l'Agriculture et des Forêts |     | Günter Flessner      | CDU   |
| Ministre de la Justice Ministre de l'Intérieur (intérim)   |     | Karl Eduard Claussen | CDU   |
| Ministre des Affaires sociales                             |     | Walter Braun         | CDU   |